# تایکا (دوره)
تایکا (به ژاپنی: 大化 Taika) نام عصر ژاپنی (نِنگُو) بود. این عصر قبل از هاکوچی قرار داشت و از اوت ۶۴۵ تا فوریه ۶۵۰ به طول انجامید. در طی این عصر امپراتور کوتوکو حکمران ژاپن بود.